# Celín
Celín es una localidad española perteneciente al municipio de Dalías, dentro la provincia de Almería y la comunidad autónoma de Andalucía.
La localidad cuenta con varios monumentos árabes como los Baños de la Reina o la ermita de Al-Hizam. 
En Celín existe un nacimiento natural de agua, conocido popularmente como "arroyo de Celín".
El manantial de Celín, también llamado Nacimiento, está situado en el Barranco de las Fuentes, junto al borde de Loma Cantahuesos, a las afueras del casco urbano de Celín.
Este arroyo responde a parte de la descarga de la vertiente meridional de Sierra de Gádor. Es un manantial muy conocido y apreciado por la población local, que utiliza el entorno como lugar de ocio y recreo, junto a merenderos y una zona recreativa. Las aguas fluyentes son recogidas más abajo en una gran balsa, que hace las funciones de regulación para el riego de una parte del Campo de Dalías. Muy cerca de esta zona están los baños de Dalías

## Demografía

### Evolución de la población
| Gráfica de evolución demográfica de Celín entre 2000 y 2010 |
|                                                             |
| Datos según el nomenclátor publicado por el INE.            |